# UFC Fight Night: Густафссон vs. Смит
UFC Fight Night: Густафссон vs. Смит (также известно как UFC Fight Night 153 или UFC on ESPN+ 11) — событие организации смешанных боевых искусств Ultimate Fighting Championship, которое прошло 1 июня 2019 года в спортивном комплексе Эрикссон-Глоб в Стокгольме, Швеция.

## Результаты турнира
| Категория                   | Результат боя   | Результат боя | Результат боя        | Способ                                     | Раунд | Время |
| Основные бои                |                 |               |                      |                                            |       |       |
| Полутяжёлый вес             | Энтони Смит     | поб.          | Александр Густафссон | Удушающий приём (сзади)                    | 4     | 2:38  |
| Полутяжёлый вес             | Александр Ракич | поб.          | Джими Манува         | Нокаут (удар ногой в голову)               | 1     | 0:42  |
| Полулёгкий вес              | Макван Амирхани | поб.          | Крис Фишголд         | Удушающий приём (анаконда)                 | 2     | 4:25  |
| Лёгкий вес                  | Христос Гиагос  | поб.          | Дамир Хаджович       | Единогласное решение (29-27, 29-27, 29-28) | 3     | 5:00  |
| Полулёгкий вес              | Даниэль Теймур  | поб.          | Чо Сон Бин           | Единогласное решение (30-27, 30-27, 29-28) | 3     | 5:00  |
| Предварительные бои (ESPN2) |                 |               |                      |                                            |       |       |
| Полусредний вес             | Сергей Хандожко | поб.          | Ростем Акман         | Единогласное решение (29-28, 29-28, 29-28) | 3     | 5:00  |
| Женский полулёгкий вес      | Лина Ленсберг   | поб.          | Тоня Эвинджер        | Единогласное решение (30-26, 30-27, 30-26) | 3     | 5:00  |
| Лёгкий вес                  | Леонарду Сантус | поб.          | Стиви Рэй            | Нокаут (удар)                              | 1     | 2:17  |
| Лёгкий вес                  | Фрэнк Камачо    | поб.          | Ник Хайн             | Технический нокаут (удары)                 | 2     | 4:56  |
| Женский полулёгкий вес      | Бея Малеки      | поб.          | Дуда Сантана         | Удушающий приём (сзади)                    | 2     | 1:59  |
| Полутяжёлый вес             | Девин Кларк     | поб.          | Дарко Стошич         | Единогласное решение (29-28, 29-28, 29-28) | 3     | 5:00  |
| Лёгкий вес                  | Хоэль Альварес  | поб.          | Данило Беллуардо     | Технический нокаут (локти и удары)         | 2     | 2:22  |

## Награды
Следующие бойцы получили бонусные выплаты в размере $50 000:
- Лучший бой вечера: бонус не присуждался

- Выступление вечера: Энтони Смит, Александр Ракич, Макван Амирхани и Леонарду Сантус